# Trudel van Reemst-de Vries
Gertrud (Trudel) van Reemst-de Vries (Frankfurt am Main, 22 november 1914 - Amsterdam, 7 juni 2007) was een Duits-Nederlandse verpleegster en verzetsstrijdster tijdens de Spaanse Burgeroorlog en Tweede Wereldoorlog.

## Levensloop
De Vries werd geboren in Frankfurt am Main in een Joods gezin. Haar vader was Nederlands en haar moeder kwam uit Frankrijk. De Vries had één jongere zus. In Duitsland had De Vries steeds vaker te maken met toenemend antisemitisme: „Het kind dat in de klas naast me zat legde een boek tussen ons in, zodat ze ’niet in aanraking kwam met dat jodenkind’. Ik ben er door kinderen geslagen en met stenen bekogeld. Als ik huilend thuiskwam, zei mijn moeder: Daar moet je trots op wezen.”
In 1925, nadat haar vader in Duitsland de bezittingen van het gezin had vergokt, vertrok het gezin naar Den Haag. In Nederland woonde De Vries afwisselend in Eindhoven, Den Haag, Dordrecht en Rotterdam. Haar vader was winkelier in Rotterdam en haar moeder werkte als ‘chef winkelbediende’ bij Modemagazijnen Gebroeders Gerzon.
De Vries rondde de HBS af en volgde ze een opleiding tot apothekersassistente. In Rotterdam ging ze als verpleegster aan het werk bij een Joods ziekenhuis. Halverwege de jaren '30 nam De Vries meer afstand van het Joodse geloof. Ze was het oneens met het feit dat in het ochtendgebed dank wordt uitgesproken voor mannen, maar vrouwen niet worden genoemd. In Den Haag was De Vries lid van de Zionistische jeugdbeweging ‘Mizrahi’. Ze werd geroyeerd als lid nadat ze kritiek had geuit op de manier waarop Palestijnen in Israël werden uitgekocht. Om die reden werd ze bestempeld als ‘communiste’. De Vries begon steeds meer interesse te tonen in politiek en verdiepte zich in thema's als werkloosheid en het opkomend fascisme. In 1935 werd De Vries lid van de CPH (Communistische Partij Holland).

## Spaanse Burgeroorlog
In 1936 brak de Spaanse Burgeroorlog uit. In de krant las De Vries over zes Nederlandse meisjes die naar Spanje waren vertrokken om daar als verpleegsters te werken en de linkse republiek te ondersteunen. Daarna meldde De Vries zich aan bij het Comité Hulp aan Spanje en werd één van de 700 Nederlandse deelnemers van de Internationale Brigades. Tussen april 1937 tot december 1938 werkte ze als verpleegster in diverse ziekenhuizen, waaronder een ziekenhuis in Ontinyent en later in het ‘Holland Hospitaal’ in Villanueva de la Jara. Het Holland Hospitaal was gevestigd in een kasteel en bood hulp aan zowel gewonde militairen als aan lokale dorpsbewoners. In het Holland Hospitaal leerde ze de niet-Joodse Theodoor Everhard (Theo) van Reemst, haar latere echtgenoot, kennen die daar werkzaam was als chef-arts.
Eind 1938 moesten de internationale brigades Spanje verlaten. De Vries en Van Reemst vertrokken naar Amsterdam waar ze op 25 januari 1939 trouwden. Van de 700 Nederlandse vrijwilligers was de helft in Spanje gesneuveld. De Vries en Van Reemst verloren beiden hun Nederlands staatsburgerschap doordat zij “in vreemde krijgsdienst” waren geweest. In Nederland bleef De Vries betrokken bij het Comité Hulp aan Spanje en haar man sloot zich aan bij de CPH.

## Tweede Wereldoorlog
Begin mei 1940 werd hun eerste kind geboren, maar deze overleed kort na de geboorte op 15 mei 1940. Na de inval van de Duitsers in Nederland sloot De Vries zich aan bij het Nederlandse verzet. Het stel woonde op dat moment in Vlaardingen, waar in 1941 hun tweede kind werd geboren. De Vries sloot zich aan bij de verzetsgroep Van Dien die opereerde vanuit Tehuis Oosteinde. Bij deze organisatie waren onder andere ook schrijfster Rosey E. Pool, grafisch ontwerpster Susanne Heynemann en de communistische verzetsstrijders Alice Heymann-David en Werner Stertzenbach betrokken.
De Vries en Van Reemst werden op 22 november 1942 gearresteerd. Op 12 december 1942 werd De Vries overgebracht van de strafgevangenis in Scheveningen naar Kamp Westerbork. In mei 1943 werd hun dochter Marguerite Wera van Reemst in Kamp Westerbork geboren. Twee weken later overleed zij in Groningen. Als woonplaats van de ouders en het kind werd Vlaardingen opgegeven, met als kanttekening dat het kind en de moeder woonachtig waren in Westerbork en de vader in Vught. In Vught werkte Van Reemst aanvankelijk als arts, maar werd later ingezet om vliegtuigen te monteren waarbij hij sabotage pleegde. Ook wist hij met behulp van de kampkok het eten van de Duitse kampbewakers te besmetten, waardoor een tyfusepidemie onder de kampbewakers uitbrak. Van Reemst werd op 24 mei 1944 naar concentratiekamp Dachau gedeporteerd.
In Westerbork kwam De Vries in contact met Werner Stertzenbach die ze kende van verzetsgroep Van Dien en met wie ze goed bevriend was. Hij werkte in een klein crematorium net buiten Westerbork. Door haar registratiekaart uit de administratie te ontvreemden, zorgde hij ervoor dat zij niet op transport gesteld kon worden. In Westerbork sloot ze zich aan bij een verzetsgroep die mensen uit het kamp smokkelde en persoonspapieren vervalste. Daarnaast was ze werkzaam als kraamverzorgster en gaf ze vrouwen het advies zo lang mogelijk borstvoeding te blijven geven. Zo lang een kind nog borstvoeding kreeg, konden zij niet op transport gesteld worden. Dankzij een decreet uit 1943 waarin stond dat gemengd gehuwde Joden waren gevrijwaard van vervolging werd ze uit Westerbork vrijgelaten. Stertzenbach zorgde voor een document waarop stond dat De Vries haar persoonlijke documenten in Westerbork was verloren.
De Vries keerde terug naar haar oude adres in Vlaardingen. Daar kwam ze erachter dat het huis intussen was verhuurd aan anderen. De bewoners weigerden te vertrekken, maar lieten De Vries in haar slaapkamer verblijven. Daar verbleef ze drie weken totdat haar nieuwe persoonsdocumenten waren gearriveerd. Pas nadat de nieuwe bewoners via een officiële instantie een nieuwe woning aangeboden kregen, vertrokken zij. 
In september 1943 vertrok De Vries naar Amsterdam. Pas na de bevrijding, in september 1945, keerde De Vries terug naar haar oude adres in Vlaardingen. Haar man overleefde Dachau, maar werd "nooit meer de oude". In 1946 vertrokken ze naar Amsterdam waar hun vierde kind werd geboren.

## Na de Tweede Wereldoorlog
Na de Tweede Wereldoorlog bleef De Vries zich inzetten tegen onrecht. Tot op hoge leeftijd bezocht zij scholen om kinderen voorlichting te geven. Ze was van mening dat het belangrijk was altijd te blijven waken voor racisme en discriminatie. De Vries: “Door onverschilligheid kon Hitler uitgroeien tot wat hij werd. Je moet nooit aan de kant blijven staan.”